# Bur Niblangbirah
Bur Niblangbirah är ett berg i Indonesien.   Det ligger i provinsen Aceh, i den västra delen av landet, 1 700 km nordväst om huvudstaden Jakarta. Toppen på Bur Niblangbirah är 1 445 meter över havet.
Terrängen runt Bur Niblangbirah är kuperad åt sydost, men åt nordväst är den bergig.Runt Bur Niblangbirah är det mycket glesbefolkat, med 5 invånare per kvadratkilometer. I omgivningarna runt Bur Niblangbirah växer i huvudsak städsegrön lövskog.